# Рамминг фон Ридкирхен, Вильгельм
Барон Вильгельм Рамминг фон Ридкирхен (нем. Wilhelm Ramming von Riedkirchen, 1815—1876) — австрийский военачальник, фельдцейхмейстер (22 апреля 1868).

## Биография
Родился 30 июня 1815 года в Немошице (Богемия).
В 1834 году вступил на австрийскую военную службу лейтенантом и был зачислен в Генеральный штаб. В 1848 году сражался против итальянцев, за отличие был произведён в подполковники.
В 1849 году Рамминг состоял шачальником штаба корпуса Гайнау и принимал участие в подавлении восстания в Венгрии. Об этих событиях он оставил сочинение «Der Felzug in Ungarn und Siebenbürgen im Januar 1849», опубликованное в Будапеште в 1850 году. 8 апреля 1850 года российский император Николай I наградил Рамминга орденом св. Георгия 4-й степени (№ 8341 по кавалерскому списку Григоровича — Степанова).
Далее Рамминг занимал должности начальника штаба в различных корпусах и в 1857 году получил в командование бригаду в 3-м армейском корпусе. С этой бригадой он участвовал в Сардинской войне и находился в сражениях при Мадженте и Сольферино, о которых также впоследствии напечатал работы.
После Виллафранкского перемирия Рамминг был 28 июня 1859 произведён в фельдмаршал-лейтенанты и назначен состоять при генерал-квартирмейстере австрийской армии. В 1864 году он был назначен командиром 6-го армейского корпуса, которым командовал и во время австро-прусско-итальянской войны. 27 июня 1866 года он потерпел поражение от прусских войск в битве при Находе. Тем не менее по окончании войны он был произведён в фельдцейхмейстеры и с 1873 года был членом Высшего совета Австрийской империи и капитаном австрийской гвардии.
Скончался 1 июля 1876 года в Карлсбаде.
Среди прочих наград Рамминг имел военный орден Марии Терезии.